# Busch Island
Busch Island är en ö i Marshallöarna.   Den ligger i kommunen Rongelap, i den nordvästra delen av Marshallöarna, 700 km nordväst om huvudstaden Majuro. Arean är 0,15 kvadratkilometer.
Terrängen på Busch Island är platt.